# Disney Research
Disney Research — неформальное сотрудничество The Walt Disney Company с различными лабораториями,  среди которых Университет Карнеги — Меллон
 
и Швейцарская высшая техническая школа Цюриха.
Эти лаборатории занимаются научно-исследовательскими и опытно-конструкторскими разработками для подразделений Walt Disney Parks and Resorts, Disney Media Networks, ESPN, Walt Disney Animation Studios, Disney Interactive и Pixar.

## Университет Карнеги — Меллон
Университет Карнеги — Меллон работает в основном в области робототехники, человеко-компьютерного взаимодействия (HCI) и компьютерного зрения.